# Ždrelo
Pour le village kosovar, voir Ždrelo (Đakovica).
Ždrelo (en serbe cyrillique : Ждрело) est un village de Serbie situé dans la municipalité de Petrovac na Mlavi, district de Braničevo. Au recensement de 2011, il comptait 601 habitants.
Ždrelo est situé sur les bords de la rivière Mlava, un affluent du Danube.

## Démographie

### Évolution historique de la population
| 1948  | 1953  | 1961  | 1971  | 1981  | 1991  | 2002 | 2011 |
| ----- | ----- | ----- | ----- | ----- | ----- | ---- | ---- |
| 1 502 | 1 529 | 1 457 | 1 416 | 1 359 | 1 262 | 756  | 601  |

|  |